# روسیه در المپیک تابستانی ۲۰۰۰

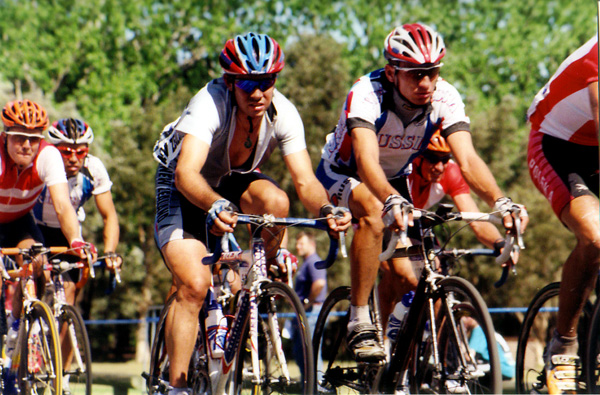
عکسی از رشته دوچرخه سواری المپیک روسیه

روسیه در بازی‌های المپیک تابستانی ۲۰۰۰ که در شهر سیدنی استرالیا برگزار شد، کاروان روسیه با ۴۳۵ ورزشکار در این رقابت‌ها شرکت کرد و موفق به کسب ۸۹ مدال (۳۲ طلا، ۲۸ نقره، ۲۹ برنز) شد. در جدول رتبه‌بندی توزیع مدال‌ها، روسیه در ردهٔ ۲ مسابقات قرار گرفت.